# Czech American TV
Czech American TV je americká nekomerční televizní společnost, která vysílá pořady o České republice. Czech American TV (CATVUSA) je jediný program svého druhu v anglickém jazyce. Svými příspěvky vzdělává nejen Čechy a Američany, ale i všechny zájemce o českou kulturu, historii, tradice, turistické destinace, regiony, města, české kulturní dědictví, kuchyni, hudbu, přírodní a architektonické krásy, obchod a produkty České republiky.

## Historie
Program založil v roce 2003 americký televizní producent českého původu John Honner. Jeho cílem bylo rozšířit české tradice v zahraničí, odtud se dále rozrůstal. Inspirací byl půlhodinový pořad s názvem „Hello Austria, Hello Vienna". Tento program byl vysílán rakouskou státní televizí ORF a jeho cílem bylo zobrazovat kulturní bohatství Rakouska zahraničním divákům a ukázat jim, že se jedná o skvělou turistickou destinaci.
Czech American TV začínal jako malý program, ale nyní kromě internetových stránek vysílá také na kabelové televizi na celém středozápadě ve více než 100 městech v Americe. Má přes 6 milionů diváků a přenáší ji kromě mnoha kabelových stanic i Comcast, který je druhým největším poskytovatelem kabelové televize v USA. John Honner na projektech spolupracuje s českými studenty, zejména se Západočeskou univerzitou v Plzni, která pomáhá při tvorbě pořadů. Do realizace jednotlivých dílů jsou však zapojeny i další vysoké školy z celé České republiky. Cílem televizní stanice je rozšíření povědomí o České republice, jejích regionech, památkách a kultuře. Vysílání má formu videodokumentů, které jsou doprovázeny anglickým výkladem. Kromě reportáží o turistických místech se věnují také českým tradicím, folklóru nebo vaření typických českých pokrmů.

## Zaměření
Czech American TV je v USA registrována jako nezisková organizace, její vysílání je nekomerční a má podobné vzdělávací zaměření jako Public Broadcasting Service. Náklady na produkci a vysílání pořadu jsou ve větší míře financované z neziskového sektoru a z příspěvků diváků. Vysílání vznikají především za pomoci krajských úřadů, které využívají příležitosti zviditelnit svůj region v zahraničí, další materiály do televize jsou poskytovány například jednotlivými městy, ministerstvem zahraničí, národními parky, folklórními soubory či agenturou Czech Tourism. Tuto formu zahraniční propagace, a především pak dlouholetou spolupráci s Czech American TV ocenili hlavní krajští představitelé v Plzeňském, Moravskoslezském, Královéhradeckém, Jihomoravském, Karlovarském nebo Zlínském kraji. Mezi oceněními nechybí ani některá konkrétní města či regiony, jako je například město Kutná Hora, Zlín nebo Mikroregion Slovácko. Za dobu své existence získala Czech American TV celou řadu ocenění rovněž v USA. Programová náplň Czech American TV je vzdělávacího a informativního charakteru, nesnaží se nahrazovat televizní a rozhlasové vysílání českých médií v Americe, naopak je svým divákům doporučuje.

## Aktivity v Česku
Zvláštností Czech American TV je mimo jiné podílení mnoha českých škol a univerzit na vývoji jejího obsahu. Produkce spolupracuje např. s ZČU Plzeň, Univerzitou Hradec Králové, Slezskou univerzitou v Opavě, ČVUT Praha a Univerzitou Palackého v Olomouci. Také kolaboruje se dvěma gymnázii ve Zlíně, uměleckou střední školou v Uherském Hradišti, Ostravě a Karlových Varech a Integrovanou střední školou Slavkov u Brna. Spolupracující studenti pracují na vývoji a obsahu webových stránek, kontaktují instituce s žádostí o spolupráci, starají se o sociální média televize. Získávají tak příležitost, kde se obohatit o praktické zkušenosti a vybírat témata na semestrální, bakalářské a diplomové práce.

## Maskot Czech American TV

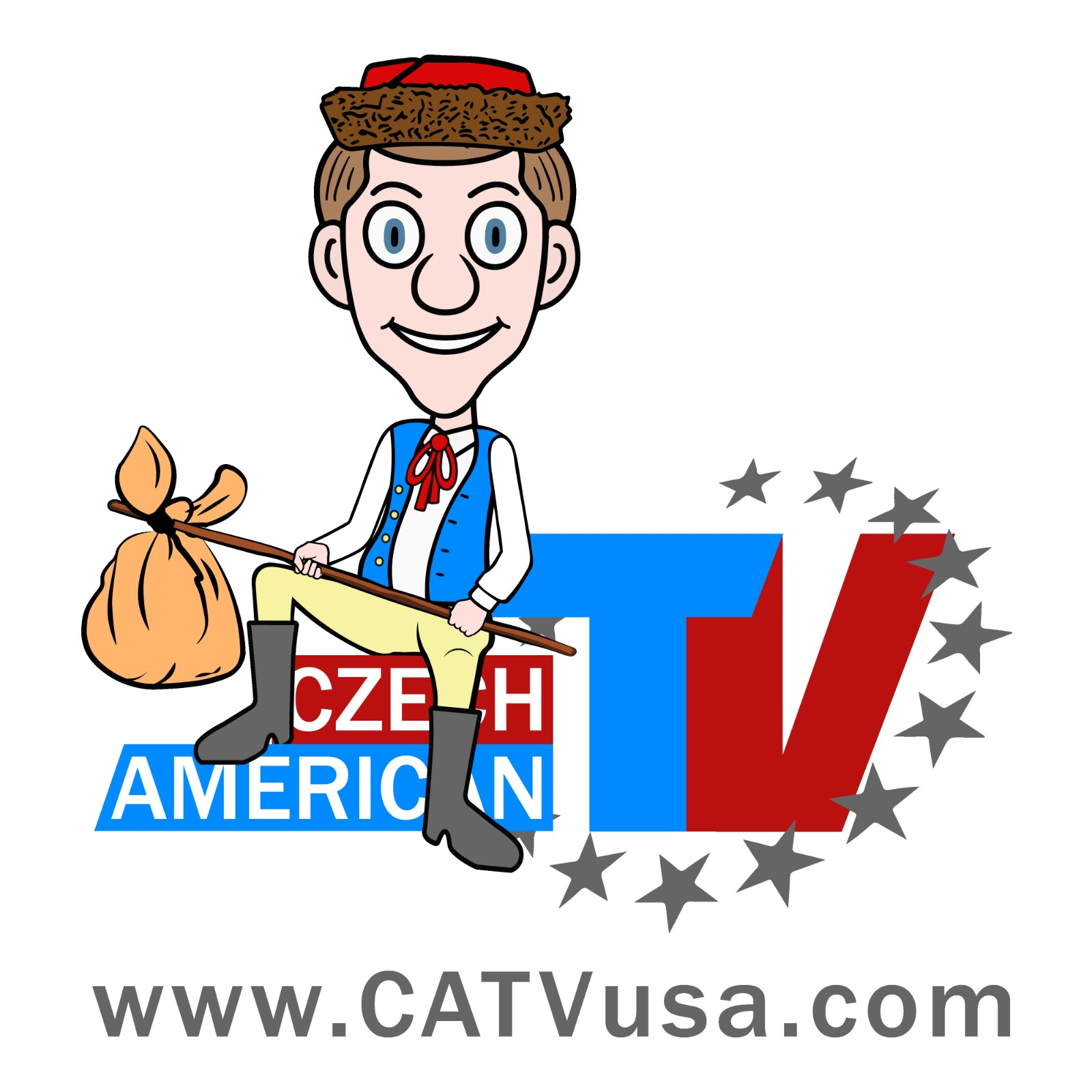
Maskot český Honza

Povědomí o televizi rozšiřuje typicky český maskot, kterým je Honza. Ten se svým anglickým výkladem prochází zajímavá místa v českých i moravských regionech a prohlubuje povědomí o celé České republice. Autorem maskota je John Honner. Na tvorbě animací českého Honzy užívaných ve vysílání se podíleli i studenti a absolventi Střední umělecké školy v Ostravě.

## Hudební znělky Czech American TV
Originální audio-znělky Czech American TV jsou založeny na základě dvou známých melodií českých hudebních skladatelů: Vltavou od Bedřicha Smetany a Symfonií Z Nového světa od Antonína Dvořáka.